# 14225 Alisahamilton
14225 Alisahamilton è un asteroide della fascia principale. Scoperto nel 1999, presenta un'orbita caratterizzata da un semiasse maggiore pari a 2,3517708 UA e da un'eccentricità di 0,2267753, inclinata di 3,29911° rispetto all'eclittica.